# Dante Exum
Dante Exum, född 13 juli 1995 i Melbourne, är en australisk professionell basketspelare (SG/PG) som spelar för Dallas Mavericks i National Basketball Association (NBA). Han har tidigare spelat bland annat för Utah Jazz och Cleveland Cavaliers.
Exum har även spelat som proffs i Spanien och Serbien.
Han deltog vid de olympiska sommarspelen 2020 i Tokyo, där Exum var med och bärgade bronsmedalj med det australiska basketlandslaget.
Exum draftades av Utah Jazz i första rundan i 2014 års draft som femte spelare totalt.